# Albaanse Heuvels
De Albaanse Heuvels (Italiaans: Colli Albani), soms ook Albaanse Bergen (Monti Albani) genoemd, is een gebergte van vulkanische oorsprong (de resten van de stratovulkaan Vulcano Laziale), gelegen op zo'n 20 km ten zuidoosten van Rome. De
heuvels zijn 700.000 jaar geleden ontstaan, maar de laatste uitbarsting was in 600 voor Christus. Er zijn
twee kratermeren in dit gebied: het Meer van Nemi en het Meer van Albano.
Historisch bevat het de zomerverblijven van de gegoede burgerij van Rome, vanweg de relatieve koelte die er heerst gedurende de zomermaanden. Het bezit een aantal beroemde dorpen, waaronder Frascati (bekend van de witte wijn die veelvuldig in Rome wordt gedronken) en Castel Gandolfo (bekend van het zomerpaleis van de paus).